# UEFA Women's Champions League 2024-2025 - Fase a gironi
Questa voce raccoglie un approfondimento sulle gare della fase a gironi dell'edizione 2024-2025 dell'UEFA Women's Champions League.

## Formato
Il formato della competizione è rimasto inalterato rispetto all'edizione precedente, includendo per la quarta volta una fase a gironi con partite di andata e ritorno. Alla fase a gironi sono state ammesse in totale 16 squadre, delle quali 4 ammesse direttamente, mentre le restanti 12 sono state ammesse tramite una fase di qualificazione. Le quattro squadre ammesse di diritto alla fase a gironi sono il Barcellona, come campione in carica, l'Olympique Lione, il Bayern Monaco e il Chelsea, vincitori dei campionati nazionali delle federazioni classificate ai primi quattro posti nel ranking UEFA. Le restanti dodici squadre sono le vincitrici del secondo turno della fase di qualificazione, sette delle quali provenienti dal percorso Campioni e le altre cinque provenienti dal percorso Piazzate.
Le sedici squadre partecipanti alla fase a gironi sono state suddivise, tramite sorteggio, in quattro gironi da quattro squadre ciascuno. In ciascun girone ogni squadra affronta le altre in partite di andata e ritorno, per un totale di sei giornate. Le squadre classificate ai primi due posti sono ammesse alla fase a eliminazione diretta.

## Date
| Fase          | Sorteggio                                | Turno            | Data                |
| ------------- | ---------------------------------------- | ---------------- | ------------------- |
| Fase a gironi | 27 settembre 2024, ore 13:00 CEST (Nyon) | Prima giornata   | 8-9 ottobre 2024    |
| Fase a gironi | 27 settembre 2024, ore 13:00 CEST (Nyon) | Seconda giornata | 16-17 ottobre 2024  |
| Fase a gironi | 27 settembre 2024, ore 13:00 CEST (Nyon) | Terza giornata   | 12-13 novembre 2024 |
| Fase a gironi | 27 settembre 2024, ore 13:00 CEST (Nyon) | Quarta giornata  | 20-21 novembre 2024 |
| Fase a gironi | 27 settembre 2024, ore 13:00 CEST (Nyon) | Quinta giornata  | 11-12 dicembre 2024 |
| Fase a gironi | 27 settembre 2024, ore 13:00 CEST (Nyon) | Sesta giornata   | 17-18 dicembre 2024 |

## Squadre partecipanti
Le squadre sono state suddivise nelle quattro urne in base al proprio coefficiente UEFA, inserendo nell'urna 1 le quattro ammesse direttamente alla fase a gironi. Il sorteggio per definire la composizione dei gironi si è tenuto il 27 settembre 2024.
| Legenda                                                   |
| --------------------------------------------------------- |
| Prime e seconde classificate, ammesse ai quarti di finale |

| Squadre         | Coeff   |
| Urna 1          | Urna 1  |
| --------------- | ------- |
| Barcellona (DT) | 130,633 |
| Olympique Lione | 118,666 |
| Bayern Monaco   | 87,799  |
| Chelsea         | 84,999  |

| Squadre         | Coeff  |
| Urna 2          | Urna 2 |
| --------------- | ------ |
| Wolfsburg       | 92,799 |
| Arsenal         | 57,999 |
| Real Madrid     | 41,633 |
| Manchester City | 40,999 |

| Squadre    | Coeff  |
| Urna 3     | Urna 3 |
| ---------- | ------ |
| Juventus   | 40,800 |
| St. Pölten | 32,250 |
| Roma       | 28,800 |
| Twente     | 18,400 |

| Squadre     | Coeff  |
| Urna 4      | Urna 4 |
| ----------- | ------ |
| Vålerenga   | 15,300 |
| Celtic      | 6,400  |
| Hammarby    | 4,999  |
| Galatasaray | 1,500  |

## Girone A

### Classifica finale
| Pos | Squadra         | Pt | G | V | N | P | GF | GS | DG  |
| --- | --------------- | -- | - | - | - | - | -- | -- | --- |
| 1.  | Olympique Lione | 18 | 6 | 6 | 0 | 0 | 19 | 1  | +18 |
| 2.  | Wolfsburg       | 9  | 6 | 3 | 0 | 3 | 16 | 5  | +11 |
| 3.  | Roma            | 9  | 6 | 3 | 0 | 3 | 12 | 14 | -2  |
| 4.  | Galatasaray     | 0  | 6 | 0 | 0 | 6 | 1  | 28 | -27 |

### Risultati
| Arbitro: | Diakow |

|                           |           |  |
| Diani 34’, 77’ Gilles 45’ | Marcatori |  |

| Arbitro: | Campos |

|                      |           |  |
| Giugliano 14’ (rig.) | Marcatori |  |

| Arbitro: | Olofsson |

|              |           |                                                                         |
| Stašková 76’ | Marcatori | 7’ Cissoko 24’ Giacinti 54’ Haavi 59’ Giugliano 84’ Pandini 87’ Corelli |

| Arbitro: | Grundbacher |

|  |           |                            |
|  | Marcatori | 8’ Renard 53’ (rig.) Horan |

| Arbitro: | Rivera Olmedo |

|  |           |                                                        |
|  | Marcatori | 24’ Wedemeyer 63’, 77’, 90+6’ Blomqvist 90+7’ Endemann |

| Arbitro: | Byrne |

|  |           |                              |
|  | Marcatori | 36’, 42’ Dumornay 52’ Gilles |

| Arbitro: | Projkovska |

|                                            |           |  |
| Popp 3’, 15’, 88’ Minge 31’ Lattwein 90+6’ | Marcatori |  |

| Arbitro: | Huerta De Aza |

|                                           |           |             |
| Diani 77’, 79’ Le Sommer 89’ Renard 90+2’ | Marcatori | 74’ Dragoni |

| Arbitro: | Martinčić |

|                                                         |           |              |
| Popp 6’ Beerensteyn 65’ Jónsdóttir 68’, 85’, 89’, 90+2’ | Marcatori | 56’ Giacinti |

| Arbitro: | Campos |

|  |           |                                                                                       |
|  | Marcatori | 19’ Hegerberg 24’ Däbritz 34’ (aut.) Jackmon 49’ Renard 69’ Van de Donk 76’ Le Sommer |

| Arbitro: | Peşu |

|                 |           |  |
| Van de Donk 81’ | Marcatori |  |

| Arbitro: | Shukrula |

|                                        |           |  |
| Corelli 9’ Ventriglia 82’ Linari 90+3’ | Marcatori |  |

## Girone B

### Classifica finale
| Pos | Squadra     | Pt | G | V | N | P | GF | GS | DG  |
| --- | ----------- | -- | - | - | - | - | -- | -- | --- |
| 1.  | Chelsea     | 18 | 6 | 6 | 0 | 0 | 19 | 6  | +13 |
| 2.  | Real Madrid | 12 | 6 | 4 | 0 | 2 | 20 | 7  | +13 |
| 3.  | Twente      | 6  | 6 | 2 | 0 | 4 | 9  | 19 | -10 |
| 4.  | Celtic      | 0  | 6 | 0 | 0 | 6 | 1  | 17 | -16 |

### Risultati
| Arbitro: | Martinčić |

|                                         |           |                         |
| Nüsken 2’ Reiten 27’ (rig.) Ramírez 53’ | Marcatori | 39’ Redondo 84’ Caicedo |

| Arbitro: | Augustyn |

|  |           |                     |
|  | Marcatori | 44’, 85’ Van Dooren |

| Arbitro: | Gasperotti |

|                                                 |           |  |
| Weir 7’ Bruun 72’ Møller 80’ Caicedo 83’ (rig.) | Marcatori |  |

| Arbitro: | Ferrieri Caputi |

|              |           |                                              |
| Van Dijk 68’ | Marcatori | 7’ Beever-Jones 18’ Hamano 63’ (rig.) Reiten |

| Arbitro: | Ciochirca |

|                                                                          |           |  |
| Bruun 3’ Méndez 13’, 63’ Feller 50’ Weir 55’ Hernández 65’ Camacho 90+2’ | Marcatori |  |

| Arbitro: | Guteva |

|           |           |                         |
| Agnew 22’ | Marcatori | 28’ Hamano 32’ Lawrence |

| Arbitro: | Kulcsár |

|                                 |           |                                       |
| Ravensbergen 29’ Te Brake 90+6’ | Marcatori | 45+2’ Caicedo 71’ Bruun 90+4’ Redondo |

| Arbitro: | Olofsson |

|                                             |           |  |
| Bronze 2’ Kaptein 25’ Périsset 90+5’ (rig.) | Marcatori |  |

| Arbitro: | Hussein |

|                                                                                  |           |                |
| Macario 2’ Jean-François 30’ Ramírez 35’ Knol 38’ (aut.) Nüsken 48’ Périsset 85’ | Marcatori | 29’ Van Dooren |

| Arbitro: | Demetrescu |

|  |           |                            |
|  | Marcatori | 30’, 71’ Bruun 85’ Redondo |

| Arbitro: | Ferrieri Caputi |

|         |           |                                |
| Weir 7’ | Marcatori | 51’ (rig.), 56’ (rig.) Macario |

| Arbitro: | Klarlund |

|                                     |           |  |
| Van Dooren 20’, 34’ Ross 43’ (aut.) | Marcatori |  |

## Girone C

### Classifica finale
| Pos | Squadra       | Pt | G | V | N | P | GF | GS | DG  |
| --- | ------------- | -- | - | - | - | - | -- | -- | --- |
| 1.  | Arsenal       | 15 | 6 | 5 | 0 | 1 | 17 | 9  | +8  |
| 2.  | Bayern Monaco | 13 | 6 | 4 | 1 | 1 | 17 | 6  | +11 |
| 3.  | Juventus      | 6  | 6 | 2 | 0 | 4 | 4  | 11 | -7  |
| 4.  | Vålerenga     | 1  | 6 | 0 | 1 | 5 | 3  | 15 | -12 |

### Risultati
| Arbitro: | Lehtovaara |

|                                                   |           |                          |
| Viggósdóttir 43’ Lohmann 56’ Harder 73’, 78’, 86’ | Marcatori | 30’ Caldentey 65’ Codina |

| Arbitro: | Bastos |

|  |           |             |
|  | Marcatori | 29’ Cantore |

| Arbitro: | Projkovska |

|  |           |                         |
|  | Marcatori | 17’ Dallmann 73’ Harder |

| Arbitro: | Huerta De Aza |

|                                            |           |             |
| Fox 2’ Foord 29’ Caldentey 85’ Russo 90+3’ | Marcatori | 35’ Tvedten |

| Arbitro: | Cvetković |

|  |           |                                                     |
|  | Marcatori | 38’ Maanum 75’ Blackstenius 80’ Caldentey 87’ Foord |

| Arbitro: | Peşu |

|                                            |           |  |
| Harder 10’ Gwinn 17’ (rig.) Zadrazil 90+2’ | Marcatori |  |

| Arbitro: | Kikacheishvili |

|              |           |                 |
| Thorsnes 88’ | Marcatori | 75’ Damnjanović |

| Arbitro: | Augustyn |

|            |           |  |
| Hurtig 89’ | Marcatori |  |

| Arbitro: | Frappart |

|                                                  |           |  |
| Damnjanović 22’ Harder 52’ Bühl 73’ Şehitler 82’ | Marcatori |  |

| Arbitro: | Antoniou |

|              |           |                           |
| Lindwall 85’ | Marcatori | 25’, 58’ Russo 37’ Maanum |

| Arbitro: | Rivera Olmedo |

|                                         |           |  |
| Bergamaschi 6’ Cantore 56’ Kullberg 64’ | Marcatori |  |

| Arbitro: | Olofsson |

|                                                       |           |                   |
| Viggósdóttir 7’ (aut.) Russo 59’ Caldentey 86’ (rig.) | Marcatori | 39’, 58’ Eriksson |

## Girone D

### Classifica finale
| Pos | Squadra         | Pt | G | V | N | P | GF | GS | DG  |
| --- | --------------- | -- | - | - | - | - | -- | -- | --- |
| 1.  | Barcellona      | 15 | 6 | 5 | 0 | 1 | 26 | 3  | +23 |
| 2.  | Manchester City | 15 | 6 | 5 | 0 | 1 | 11 | 6  | +5  |
| 3.  | Hammarby        | 3  | 6 | 2 | 0 | 4 | 5  | 17 | -12 |
| 4.  | St. Pölten      | 0  | 6 | 0 | 0 | 6 | 4  | 20 | -16 |

### Risultati
| Arbitro: | Shukrula |

|                         |           |  |
| Hasund 18’ Tandberg 88’ | Marcatori |  |

| Arbitro: | Frappart |

|                      |           |  |
| Layzell 36’ Shaw 77’ | Marcatori |  |

| Arbitro: | Demetrescu |

|                             |           |                                  |
| Brunnthaler 40’ Dubcová 53’ | Marcatori | 5’ Kennedy 57’ Fujino 80’ Fowler |

| Arbitro: | Hussein |

|                                                                                                  |           |  |
| Graham Hansen 10’, 75’ Pina 24’, 58’ Putellas 45’ León 53’ Pajor 72’ Brugts 86’ Rolfö 90’ (rig.) | Marcatori |  |

| Arbitro: | Antoniou |

|                                                                                     |           |  |
| Pajor 32’ Nazareth 38’ Bonmatí 40’ Walsh 42’ Pina 45’, 52’ (rig.) Graham Hansen 87’ | Marcatori |  |

| Arbitro: | Klarlund |

|                      |           |  |
| Brown 47’ Fujino 80’ | Marcatori |  |

| Arbitro: | Gasperotti |

|                |           |               |
| Wangerheim 48’ | Marcatori | 31’, 52’ Shaw |

| Arbitro: | Grundbacher |

|          |           |                                          |
| Mädl 59’ | Marcatori | 20’, 29’ Nazareth 31’ López 57’ Putellas |

| Arbitro: | Bastos |

|                         |           |  |
| Murphy 55’ Casparij 66’ | Marcatori |  |

| Arbitro: | Kulcsár |

|  |           |                           |
|  | Marcatori | 7’, 40’ Pajor 80’ Bonmatí |

| Arbitro: | Cvetković |

|                                   |           |  |
| Pina 44’ Bonmatí 57’ Putellas 69’ | Marcatori |  |

| Arbitro: | Guteva |

|             |           |                           |
| Dubcová 83’ | Marcatori | 20’ Tandberg 22’ Blakstad |